# Embarsund
Embarsund (också stavat Ämbarsund) är ett sund i byn Jyddö i Föglö kommun på Åland. Det utgör en kort del av Leden, ett långsträckt sund som i århundraden har fungerat som farled och som skiljer Vargskär, den norra delen av Föglö, från resten av kommunen. 
Namnet på det lilla sundet Embarsund har med tiden börjat användas i vidare sammanhang. Leden, numera en populär småbåtsfarled, kallas i folkmun vanligtvis Embarsundsleden och  vajerfärjan som går över farleden ungefär 1,5 kilometer väster om sundet kallas Embarsundsfärjan.

## Geografi
Sundet Embarsund är omkring 500 meter långt och 100 meter brett på smalaste stället mellan skären Embarskobben på norra sidan och Bergskär på södra sidan, bägge belägna i byn Jyddö.
Namnet Embarsund används inte sällan oegentligt om hela den utprickade farleden söder om Vargskär. I en guidebok från 1968 sägs exempelvis att den som seglar från Degerby och vid Sandön viker av åt öster ”kommer in i en av de vackraste inomskärsleder, som finnes på Åland, det s.k. Embarsundet”. Men det som avses med denna beskrivning är Leden eller Embarsundsleden, inte Embarsund.
Embarsundsleden är ungefär tio kilometer i öst–västlig riktning och sträcker sig mellan ön Gåsholmen vid Sottungafjärden i öster till ön Sandön vid Hässlöfjärden i väster.

## Ortnamnet

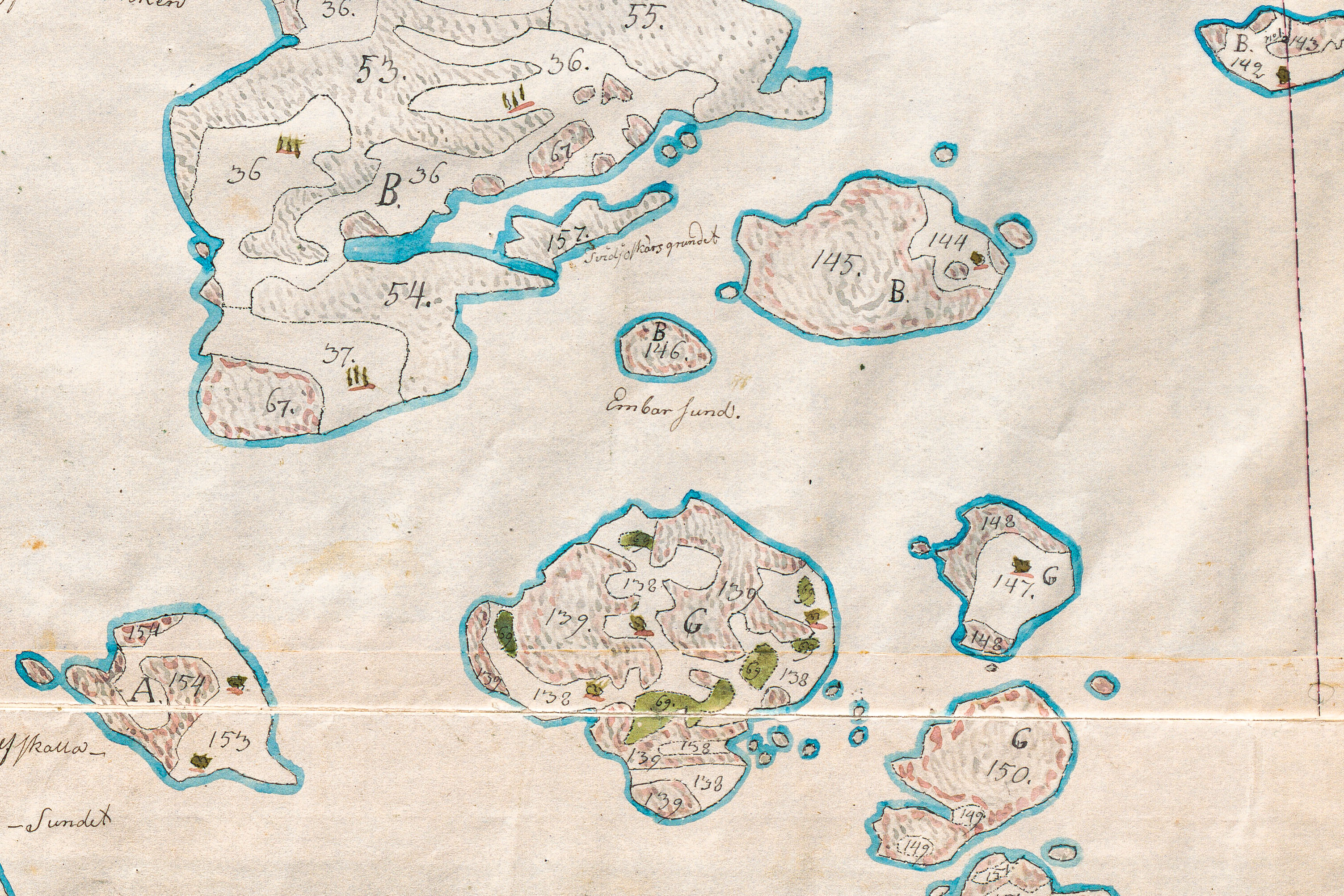
Sundet Embarsund på en lantmäterikarta från 1839–1840 över byn Jyddö inom vars gränser sundet ligger. Mitt i bilden finns namnet ”Embarsund” utsatt i farleden som sträcker sig i öst–västlig riktning. Den lilla kobben norr om namnet med numret 146 är enligt karthandlingarna ”Embarskubben”. Kartan förvaras i Riksarkivet i Helsingfors.

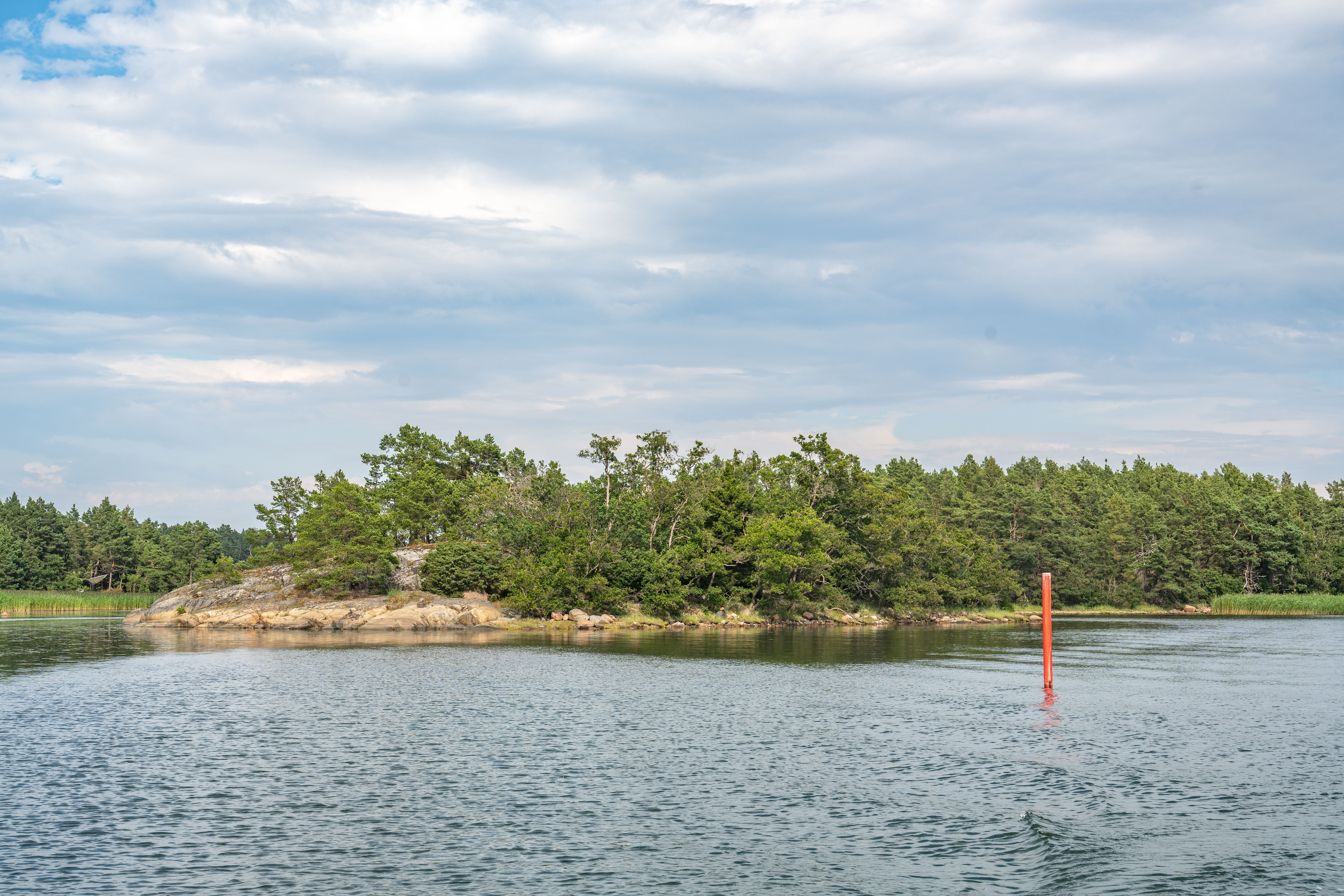
Embarskobb som gett namn åt sundet.

Sundet Embarsund har namn efter en obetydlig kobbe intill sundet, Embarskobb (visa på karta), inte mer än 70 meter från strand till strand. Kobben är namnlös på dagens kartor, men på en lantmäterikarta från 1839–1840 kallas den Embarskubben. Omedelbart intill finns namnet Embarsund noterat.
Enligt Per Henrik Solstrand är det en nästan undantagslös regel att sundnamn är bildade till namnet på en intilliggande landlokal. Förleden i namnet Embarskobb torde vara mansnamnet Ämbiorn, en variant av Ambjörn. En person med detta namn har av någon anledning associerats med kobben. Liknande namn finns på andra håll längs Embarsundsleden. Längre västerut ligger Staffanskobb, en ungefär lika obetydlig bergklack, och Abrahamsören, en holme som är ett par hundra meter från strand till strand. Namnet Embarskobb skulle kunna härröra från medeltiden. Någon person med namnet Ambjörn har inte funnits i trakten under historisk tid.

## Historia
Farleden genom det smala Embarsund var i äldre tider en viktig segelled mellan Stockholm och Finland. På lantmätaren Hans Hanssons karta över Åland från omkring 1650 är den utmärkt som skepps- och skutleden från Sverige till Finland. Efter att den passerat Föglö gick den vidare antingen till Åbo eller genom Finland till Ryssland. På en lantmäterikarta från 1773–1774 över byn Jyddö nämns farleden som ”allmänna segelleden från Stockholm till Finland”. Numera är Embarsundsleden en populär småbåtsfarled, också för segelbåtar eftersom inga hindrade broar finns.